# Pavithra Wanniarachchi
Pavithra Wanniarachchi (en cingalés: පවිත්‍රා වන්නිආරච්චි; 10 de noviembre de 1964) es una abogada y política esrilanquesa, que se desempeñó como Ministra de Planificación y Fomento, Ministra de Prosperidad, Ministra de Cultura, Ministra de Juventud, Ministra de Tecnología, Ministra de Energía, Ministra de la Mujer, Ministra de Salud y Ministra de Transporte de ese país. Así mismo es, desde 1994, diputada al Parlamento por el Distrito de Ratnapura.

## Educación y primeros años
Nació el 10 de noviembre de 1964, como la hija mayor de Dharmadasa Wanniarachchi y Podi Menike Weerasekera Wanniarachchi. Su padre fue un político de gran importancia y se desempeñó como Gobernador de la Provincia Noroeste, además de haber sido Viceministro de Industrias y Asuntos Científicos, y, de 1967 a 1977, miembro del Parlamento por el distrito de Palmadulla. Tiene una hermana, Prasanna Devi Wanniarachchi, que también es abogada.
Wanniarachchi asistió a la institución Pelmadulla Mahinda Vidyalaya para su educación primaria. Luego ingresó a Gankanda Central College y Anula Vidyalaya Nugegoda para su educación secundaria. Luego ingresó en la Facultad de Derecho de Sri Lanka en 1985 y prestó juramento como abogada de la Corte Suprema de Sri Lanka cinco años después.

## Carrera política
En 1990 se incorporó a la política por invitación de la ex primera ministra Sirimavo Bandaranaike. En 1991 fue nombrada organizadora principal de Kalawana. Luego se convirtió en miembro del Consejo Provincial de Sabaragamuwa en 1993 y en 1994 ingresó al Parlamento como diputada en representación del distrito de Ratnapura.
Después de ingresar a la política, ha ocupado diversos cargos tanto en el gobierno local como en el central. En 1994 ocupó el cargo de Viceministra de Salud, Carreteras, Servicios Sociales y Bienestar y en 1998 el cargo de Viceministra de Salud y Medicina Indígena. En el año 2000 fue elegida subsecretaria del Partido de la Libertad de Sri Lanka, líder del ala de mujeres del Partido de la Libertad de Sri Lanka (SLFP) y Ministra de Planificación y Fomento.
En 2002, mientras se desempeñaba como organizadora de la sede de Eheliyagoda para SLFP en 2008, fue nombrada Presidenta de la Convención de Ministros de la Juventud de la Commonwealth y el mismo año también se desempeñó como Ministra de Asuntos de la Juventud.
Entre 2004 y 2015 ocupó muchos puestos mientras la coalición líder de SLFP estaba en el poder. En 2004 fue nombrada Ministra de Samurdhi (Prosperidad) y Alivio de la Pobreza, en 2007 Ministra de Asuntos de la Juventud, en 2010 Ministra de Patrimonio Cultural y Nacional y más tarde ese año como Ministra de Tecnología e Investigación Atómica.
Los períodos comprendidos entre 2001-2004 y 2015-2019 fue una miembro activa de la oposición en el Parlamento.
A partir de 2019 se desempeña como Ministra de Seguridad Social, Salud y Medicina Indígena en el gobierno encabezado por el nuevo presidente Gotabaya Rajapaksa.
Adepta de la brujería, su manejo de la pandemia de COVID-19 ha sido criticada por su abierto respaldo a una "poción mágica" que fue presentada por un chamán como la cura de por vida a la enfermedad.
El 16 de agosto de 2021, en medio de una reorganización del Gabinete, y como consecuencia del aumento de los casos de COVID-19 en el país, fue removida del cargo de Ministra de Salud y trasladada a la cartera de Transporte.

## Familia
El esposo de Pavithra Wanniarachchi es Kanchana Jayaratne, quien es el presidente del Consejo Provincial de Sabaragamuwa y también se desempeña como su Secretario Privado. Tiene dos hijas.